# Abdullah Al-Mayouf
Abdullah Al-Mayouf (Riyad, 23 januari 1987) is een Saoedi-Arabisch voetballer die als doelman speelt.

## Clubcarrière
Al-Mayouf speelde in de jeugd voor Al-Hilal waar hij in 2006 bij het eerste team kwam. In 2007 ging hij naar Al-Ahli waarmee hij in 2016 landskampioen werd en meerdere bekertoernooien won. In 2016 keerde hij terug bij Al-Hilal waarmee hij in 2017 en 2018 landskampioen werd.

## Interlandcarrière
Hij debuteerde in 2013 voor het Saoedi-Arabisch voetbalelftal. Hij maakt deel uit van de selectie op het wereldkampioenschap voetbal 2018.